# باري ماسون
باري ماسون (Barry Mason) ولد في ويغان بريطانيا، كان كاتب أغاني وملحن بريطاني رائدا في حقبة الستينات من القرن الماضي، تحصل على عدة أسطوانات ذهبية وبلاتينية على أعماله.

## وصلات خارجية
- باري ماسون على موقع IMDb (الإنجليزية)
- باري ماسون على موقع ميوزك برينز (الإنجليزية)
- باري ماسون على موقع أول ميوزيك (الإنجليزية)
- باري ماسون على موقع ديسكوغز (الإنجليزية)
- باري ماسون على موقع قاعدة بيانات الفيلم (الإنجليزية)
- الموقع الرسمي